# Belén Pérez Muñiz
Belen Perez Muñiz es cantante e intérprete de Música Popular Brasileña.
Nacida en la ciudad de Buenos Aires, desde niña estuvo en contacto con las más importantes figuras de la música de Brasil, país en el que pasó gran parte de su infancia y adolescencia y fue apadrinada artísticamente por Vinicius de Moraes.

## Historia
Hija de músicos y de los creadores y propietarios del café-concert «La fusa», creció en un entorno musical. Comenzó su carrera de la mano de Vinicius de Moraes, considerado uno de los padres de la bossa nova, con quien se formó en estilo y repertorio y con quien compartió cartel como su partenaire femenina en Uruguay y Argentina en las últimas actuaciones del célebre poeta en ambos países.
Su padre, Coco Pérez, fue músico y pianista de jazz - en este entorno, compartió y participó de innumerables jam sessions y momentos musicales con los grandes artistas que se presentaban en el famoso local de sus padres: Nana Caymmi, Dori Caymmi Toquinho, Chico Buarque, Zé Renato, Marília Medalha, María Creuza, Maria Bethânia, Vinicius de Moraes, entre otros.
Se ha presentado en prestigiosos escenarios de Madrid, Río de Janeiro, São Paulo, Barcelona, Montevideo, Buenos Aires y el interior de Argentina; en el circuito de jazz más importante de Buenos Aires, y en distintos Festivales, privados y oficiales, como el Festival de Jazz y Otras Músicas del Gobierno de la Ciudad de Buenos Aires,; Festival de Jazz de El Bolsón y de música de Brasil como MardelBossa, o el Festival de Música Popular Brasileira de Montevideo.
También actuó junto al intérprete de tango Horacio Molina, el dúo del Pollo Mactas y Eduardo Makaroff (Gotan Project). Osvaldo Fattoruso, el pianista Jorge Navarro y Leo Sujatovich.
De vuelta en Argentina se ha presentado también en los Teatros: Auditorium de la ciudad de Mar del Plata, Auditorio de la Embajada de Brasil, Auditorio de la Cancillería Argentina, Teatro Municipal de la ciudad de Bahía Blanca, Teatro de la Cova, Teatro del Viejo Concejo de la Municipalidad de San Isidro, Teatro Municipal Colón de Mar del Plata, Teatro San Martín de la Municipalidad de la Ciudad de Buenos Aires, Centro Cultural Borges, Teatro Español de Pigüe, etc.
En el 2006, presentó su primer álbum, Clareza, editado por el sello MDR Records, En el 2010 su segundo trabajo, Passagens, en el que también incluye composiciones propias y fue editado por el sello Acqua Records.

## Discografía
- 2006 Clareza, MDR Records
- 2010 Passagens, ACQUA Records